# Rasmus Kulmala
Rasmus Mauno Juhani Kulmala (ur. 21 czerwca 1994 w Alastaro, Finlandia Południowo-Zachodnia) – fiński hokeista. Reprezentant juniorskich kadr Finlandii oraz seniorskiej kadry Węgier.

## Kariera
- Rockets U17 (2008-2009)
- TPS U16 (2009-2010)
- TPS U18 (2010-2012)
- TPS U20 (2010-2014)
- TPS (2011-2014)
- TuTo (2014-2016)
  -  Tappara (2015)
- HK Szachcior Soligorsk (2016)
- Orlik Opole (2016-2017)
- DVTK Jegesmedvék (2017-2019)
- Ferencvárosi TC (2019-)

Wychowanek klubu Loimaan Rockets z Loimaa. Karierę rozwijał w klubie TPS Turku, w barwach którego grał w drużynach juniorskich w kolejnych kategoriach wiekowych, po czym w sierpniu 2011 podpisał trzyletni kontrakt na występy w seniorskim zespole i od tego roku grał w seniorskich rozgrywkach Liiga. W styczniu 2014 przedłużył kontrakt o rok. W listopadzie 2014 został wypożyczony do klubu TuTo w drugoligowych rozgrywkach Mestis, a w maju 2015 przetransferowane tam definitywnie. W grudniu 2015 wypożyczony krótkotrwale do Tappary Tampere. Od lipca 2016 został zawodnikiem białoruskiego klubu Szachcior Soligorsk. Od listopada 2016 zawodnik Orlika Opole w Polskiej Hokej Lidze. Od lipca 2017 był zawodnikiem węgierskiego klubu DVTK Jegesmedvék. W czerwcu 2019 przedłużył kontrakt, a z początkiem czerwca 2019 został zwolniony. W czerwcu 2019 został zawodnikiem Ferencvárosi TC, gdzie w połowie 2020 przedłużył kontrakt, a maju prolongował umowę o kolejne dwa lata.
Grał kadrach juniorskich Finlandii w turniejach mistrzostw świata do lat 17 edycji 2011, do lat 18 edycji 2012, do lat 20 edycji 2014. W późniejszych latach po okresie gry w klubach węgierskich został powołany do reprezentacji seniorskiej Węgier i uczestniczył w turnieju mistrzostw świata edycji 2022.
W trakcie kariery określany pseudonimem Rasse.

## Sukcesy
Reprezentacyjne
- Srebrny medal olimpijskiego festiwalu młodzieży Europy: 2011 z Finlandią
- Złoty medal mistrzostw świata juniorów do lat 20: 2014 z Finlandią
- Awans do Elity mistrzostw świata: 2022 z Węgrami

Klubowe
- Srebrny medal SM-sarja Jr. B: 2011 z TPS U18
- Brązowy medal SM-sarja Jr. B: 2012 z TPS U18
- Złoty medal mistrzostw Węgier: 2019, 2020 z Ferencvárosi TC
- Złoty medal Erste Liga: 2019, 2020 z Ferencvárosi TC

Indywidualne
- Mistrzostwa świata do lat 18 w hokeju na lodzie mężczyzn 2012/Elita:
  - Trzecie miejsce w klasyfikacji strzelców turnieju: 5 goli[13]
  - Czwarte miejsce w klasyfikacji kanadyjskiej turnieju: 9 punktów[14]
  - Szóste miejsce w klasyfikacji skuteczności wygrywanych wznowień w turnieju: 61,32%[15]
  - Jeden z trzech najlepszych zawodników reprezentacji na turnieju[16]